# Matěj Klíma
Matěj Klíma (* 24. März 1999 in Ivancice) ist ein tschechischer Handballspieler.

## Karriere

### Im Verein
Matěj Klíma spielte ab der Saison 2019/20 für Dukla Prag in der 1. tschechischen Liga. Im Sommer 2021 wechselte er zum deutschen Zweitligisten VfL Lübeck-Schwartau und unterschrieb einen Zweijahresvertrag. Ab der Saison 2023/24 sollte er für den Erstligisten SC DHfK Leipzig auflaufen, wechselte aber bereits im Oktober 2022 vorzeitig nach Leipzig. Im Oktober 2024 zog er sich eine Knieverletzung zu.

### In Auswahlmannschaften
Klíma steht im Kader der tschechischen Nationalmannschaft. Er nahm an der Europameisterschaft 2020 und 2022  teil. Er stand im Kader für die Europameisterschaft 2024 und belegte mit Tschechien den 15. Platz.